# Saison 6 de S.W.A.T.
 (septembre 2022).
Si vous disposez d'ouvrages ou d'articles de référence ou si vous connaissez des sites web de qualité traitant du thème abordé ici, merci de compléter l'article en donnant les références utiles à sa vérifiabilité et en les liant à la section « Notes et références ».
Chronologie
Saison 5 Saison 7
Cet article présente le guide des épisodes de la sixième saison de la série télévisée américaine S.W.A.T,.

## Généralités
- Aux États-Unis, cette sixième saison a été diffusée du 7 octobre 2022 au 19 mai 2023 sur le réseau CBS.
- En Europe, cette sixième saison est diffusée en version française depuis le 19 septembre 2023 sur la chaîne TF1.

## Distribution
- Shemar Moore (VF : David Krüger) sergent Daniel « Hondo » Harrelson
- Alex Russell (VF : Franck Lorrain) : Jim Street
- Jay Harrington (VF : Stéphane Pouplard) : sergent David « Deacon » Kay
- Kenny Johnson (VF : Boris Rehlinger) : Dominique Luca
- David Lim (VF : Alexandre Nguyen) : Victor Tan
- Patrick St. Esprit (VF : Guy Chapellier) : commandant Robert Hicks
- Rochelle Aytes (VF : Sophie Riffont) : Nichelle Carmichael

## Épisodes

### Épisode 1:L'Homme fantôme
- États-Unis /  Canada : 7 octobre 2022 sur CBS / Global
- Québec : 17 mai 2023 sur addikTV
- Belgique : 12 août 2023 sur RTL Club
- France : 19 septembre 2023 sur TF1

- États-Unis : 4,76 millions de téléspectateurs
- France : 2,62 millions de téléspectateurs[3]

### Épisode 2:Une promesse est une promesse
- États-Unis /  Canada : 14 octobre 2022 sur CBS / Global
- Québec : 24 mai 2023 sur addikTV
- Belgique : 12 août 2023 sur RTL Club
- France : 19 septembre 2023 sur TF1

- États-Unis : 4,61 millions de téléspectateurs
- France : 2,37 millions de téléspectateurs[3]

### Épisode 3:Où est passée Black Betty?
- États-Unis /  Canada : 21 octobre 2022 sur CBS / Global
- Québec : 31 mai 2023 sur addikTV
- Belgique : 12 août 2023 sur RTL Club
- France : 19 septembre 2023 sur TF1

- États-Unis : 4,44 millions de téléspectateurs
- France : 1,63 million de téléspectateurs[3]

### Épisode 4:Pour une poignée de diamants
- États-Unis /  Canada : 28 octobre 2022 sur CBS / Global
- Québec : 7 juin 2023 sur addikTV
- Belgique : 19 août 2023 sur RTL Club
- France : 26 septembre 2023 sur TF1

- États-Unis : 4,63 millions de téléspectateurs
- France : 2,75 millions de téléspectateurs[4]

### Épisode 5:Victimes de la mode
- États-Unis /  Canada : 4 novembre 2022 sur CBS / Global
- Québec : 14 juin 2023 sur addikTV
- Belgique : 19 août 2023 sur RTL Club
- France : 26 septembre 2023 sur TF1

- États-Unis : 5,09 millions de téléspectateurs
- France : 2,38 millions de téléspectateurs[4]

### Épisode 6:La Fin d'un règne
- États-Unis /  Canada : 18 novembre 2022 sur CBS / Global
- Québec : 21 juin 2023 sur addikTV
- Belgique : 19 août 2023 sur RTL Club
- France : 26 septembre 2023 sur TF1

- États-Unis : 5,00 millions de téléspectateurs
- France : 1,66 million de téléspectateurs[4]

### Épisode 7:Un monde à part
- États-Unis /  Canada : 2 décembre 2022 sur CBS / Global
- Québec : 28 juin 2023 sur addikTV
- Belgique : 26 août 2023 sur RTL Club
- France : 3 octobre 2023 sur TF1

- États-Unis : 4,83 millions de téléspectateurs
- France : 2,59 millions de téléspectateurs[5]

### Épisode 8:La Balle de trop
- États-Unis /  Canada : 9 décembre 2022 sur CBS / Global
- Québec : 5 juillet 2023 sur addikTV
- Belgique : 26 août 2023 sur RTL Club
- France : 3 octobre 2023 sur TF1

- États-Unis : 4,93 millions de téléspectateurs
- France : 2,29 millions de téléspectateurs[5]

### Épisode 9:On ne choisit pas sa famille
- États-Unis /  Canada : 6 janvier 2023 sur CBS / Global
- Québec : 12 juillet 2023 sur addikTV
- Belgique : 2 septembre 2023 sur RTL Club
- France : 10 octobre 2023 sur TF1

- États-Unis : 5,42 millions de téléspectateurs
- France : 2,75 millions de téléspectateurs[6]

### Épisode 10:Le Protecteur
- États-Unis /  Canada : 13 janvier 2023 sur CBS / Global
- Québec : 19 juillet 2023 sur addikTV
- Belgique : 2 septembre 2023 sur RTL Club
- France : 10 octobre 2023 sur TF1

- États-Unis : 5,54 millions de téléspectateurs
- France : 2,24 millions de téléspectateurs[6]

### Épisode 11:Une vie pour une autre
- États-Unis /  Canada : 20 janvier 2023 sur CBS / Global
- Québec : 26 juillet 2023 sur addikTV
- Belgique : 9 septembre 2023 sur RTL Club
- France : 9 janvier 2024 sur TF1

- États-Unis : 5,54 millions de téléspectateurs
- France : 3,02 millions de téléspectateurs[7]

### Épisode 12:Nom de code: juillet
- États-Unis /  Canada : 10 février 2023 sur CBS / Global
- Québec : 9 août 2023 sur addikTV
- Belgique : 16 septembre 2023 sur RTL Club
- France : 9 janvier 2024 sur TF1

- États-Unis : 5,77 millions de téléspectateurs
- France : 1,85 million de téléspectateurs[7]

### Épisode 13:Tout pour mon frère
- États-Unis /  Canada : 3 février 2023 sur CBS / Global
- Québec : 2 août 2023 sur addikTV
- Belgique : 9 septembre 2023 sur RTL Club
- France : 9 janvier 2024 sur TF1

- États-Unis : 5,55 millions de téléspectateurs
- France : 2,50 millions de téléspectateurs[7]

### Épisode 14:En pleine figure
- États-Unis /  Canada : 24 février 2023 sur CBS / Global
- Québec : 16 août 2023 sur addikTV
- Belgique : 16 septembre 2023 sur RTL Club
- France : 16 janvier 2024 sur TF1

- États-Unis : 4,69 millions de téléspectateurs
- France : 1,18 million de téléspectateurs[8]

### Épisode 15:Protéger et servir
- États-Unis /  Canada : 3 mars 2023 sur CBS / Global
- Québec : 23 août 2023 sur addikTV
- Belgique : 23 septembre 2023 sur RTL Club
- France : 23 janvier 2024 sur TF1

- États-Unis : 5,08 millions de téléspectateurs

### Épisode 16:Le Sixième nom
- États-Unis /  Canada : 10 mars 2023 sur CBS / Global
- Québec : 30 août 2023 sur addikTV
- Belgique : 23 septembre 2023 sur RTL Club
- France : 23 janvier 2024 sur TF1

- États-Unis : 5,16 millions de téléspectateurs

### Épisode 17:Le Grand jour
- États-Unis /  Canada : 31 mars 2023 sur CBS / Global
- Québec : 6 septembre 2023 sur addikTV
- Belgique : 30 septembre 2023 sur RTL Club
- France : 23 janvier 2024 sur TF1

- États-Unis : 4,88 millions de téléspectateurs

### Épisode 19:Tendre l'autre joue
- États-Unis /  Canada : 21 avril 2023 sur CBS / Global
- Québec : 20 septembre 2023 sur addikTV
- Belgique : 7 octobre 2023 sur RTL Club
- France : 30 janvier 2024 sur TF1

- États-Unis : 5,36 millions de téléspectateurs

### Épisode 20:La Ruée vers l'or
- États-Unis /  Canada : 5 mai 2023 sur CBS / Global
- Québec : 20 septembre 2023 sur addikTV
- Belgique : 7 octobre 2023 sur RTL Club
- France : 30 janvier 2024 sur TF1

- États-Unis : 4,71 millions de téléspectateurs

### Épisode 21:40 ans de service
- États-Unis /  Canada : 12 mai 2023 sur CBS / Global
- Québec : 27 septembre 2023 sur addikTV
- Belgique : 14 octobre 2023 sur RTL Club
- France : 6 février 2024 sur TF1

- États-Unis : 4,45 millions de téléspectateurs

### Épisode 22:La Vengeance de Zamora
- États-Unis /  Canada : 19 mai 2023 sur CBS / Global
- Québec : 27 septembre 2023 sur addikTV
- Belgique : 14 octobre 2023 sur RTL Club
- France : 6 février 2024 sur TF1

- États-Unis : 4,65 millions de téléspectateurs